# Media Player Classic
Media Player Classic (MPC) là ứng dụng nghe nhìn đa phương tiện cho Microsoft Windows. Ứng dụng này bắt chước theo phiên bản Windows Media Player 6.4 nhưng tích hợp thêm rất nhiều chức năng của một trình chơi nhạc, xem phim hiện đại. Nó là chương trình chơi phương tiện mặc định trong bộ K-Lite Codec Pack và Combined Community Codec Pack.
Media Player Classic được viết và bảo quản bởi lập trình viên "Gabest". Nó được phát triển như là một phần mềm nguồn đóng, nhưng sau đó được cấp phép lại là phần mềm tự do dưới điều kiện của Giấy phép Công cộng GNU. MPC lưu trữ ở SourceForge.net dưới dự án mang tên guliverkli.

## Chức năng
- Chơi định dạng MPEG-1, MPEG-2 và MPEG-4.
- Chơi VCD, SVCD và DVD mà không cần cài thêm phần mềm hay codec bổ sung.
- Tích hợp codecs cho MPEG-2 video và hỗ trợ phụ đề và codecs cho LPCM, MP2, AC3 và DTS audio.
- Bản MPC Home Cinema Hỗ trợ chơi H.264 và VC-1 với DXVA,DivX, Xvid, và Flash Video.
- QuickTime và RealPlayer,Matroska, Ogg
- Hỗ trợ xem các định dạng ảnh, nhạc và Video dưới đây:

```
   WAV, WMA, MP3, OGG, SND, AU, AIF, AIFC, AIFF, MIDI, MPEG, MPG,
   MP2, VOB, AC3, DTS, ASX, M3U, PLS, WAX, ASF, WM, WMA, WMV, AVI, 
   CDA, JPEG, JPG, GIF, PNG, BMP, D2V, MP4, SWF, MOV, QT, FLV
```

Vài tính năng mở rộng
```
   * Hỗ trợ 
Windows Vista
 tốt hơn, bao gồm cả bản 
64-bits
.
   * Hỗ trợ EVR (Enhanced Video Renderer)
   * Hỗ trợ xem phim với phụ đề.
   * Xem và ghi lại TV nếu có bộ thu TV.
   * OSD (On Screen Display)
```

## Sự vi phạmGPLvới mã của MPC
Tháng 4 2005, Gabest xác nhận hai trình chơi tên gọi VX30 và The KMPlayer, đã vi phạm Giấy phép Công cộng GNU (GPL), sử dụng mã nguồn của Media Player Classic. Maui X-Stream, nhà phân phối VX30 không có bình luận gì về sự việc trên. Tuy nhiên, các tác giả của The KMPlayer công bố trên diễn đàn của họ rằng "từ chối cáo buộc vi phạm GPL đối với họ".